# Biblioteca Dag Hammarskjöld
La Biblioteca Dag Hammarskjöld es parte de la Sede de la Organización de las Naciones Unidas en la ciudad de Nueva York, conectada con los edificios de la Secretaría y de conferencias mediante diversos corredores. Lleva el nombre de Dag Hammarskjöld, segundo Secretario General de las Naciones Unidas y fallecido en un accidente de aviación en 1961. Fue diseñado por el estudio de arquitectura Harrison & Abramowitz.
La Biblioteca Dag Hammarskjöld está doblemente especializada. En primer lugar, es el archivo principal de los documentos oficiales y publicaciones generados por la Organización. Cuenta además con una colección de materiales de las distintas agencias de las Naciones Unidas y sus órganos subsidiarios. Por otro lado, la biblioteca aloja libros, publicaciones especializadas de carácter periódico y otras publicaciones relacionadas con la actividad de las Naciones Unidas. Su misión es proporcionar fuentes documentales a los trabajadores de las Naciones Unidas, incluyendo Secretaría, delegaciones de los Estados miembros y otro personal de la organización para el desempeño normal de sus funciones.